# Veerle (Laakdal)
Veerle is een dorp in de Belgische provincie Antwerpen en een deelgemeente van Laakdal (arrondissement Turnhout). Veerle was een zelfstandige gemeente tot aan de gemeentelijke herindeling van 1977.

## Toponymie

### Veerle
De oudste schrijfwijze van de dorpsnaam is Verle. Enkele variaties die opduiken in de geschiedenis zijn Vierle en Veirle. In het plaatselijke dialect spreekt men vandaag de dag over Vejel.
Le is afgeleid van het Germaanse lauha en komt in vele plaatsnamen voor als loo (of lo). Het was een open landschap met struikgewas. Veer zou afgeleid zijn van vair, wat varen betekent. Aldus betekent Veerle: een lo begroeid met bewerkvarens. Het naburige Varendonk (lokaal als Verrendoenk uitgesproken) kan daarbij als referentie aangesproken worden. Men heeft eveneens aangehaald dat veer van het Frankische ferho (steeneik) is afgeleid, maar de combinatie van steeneiken en een lo vormt een contradictie.

### Gehuchten

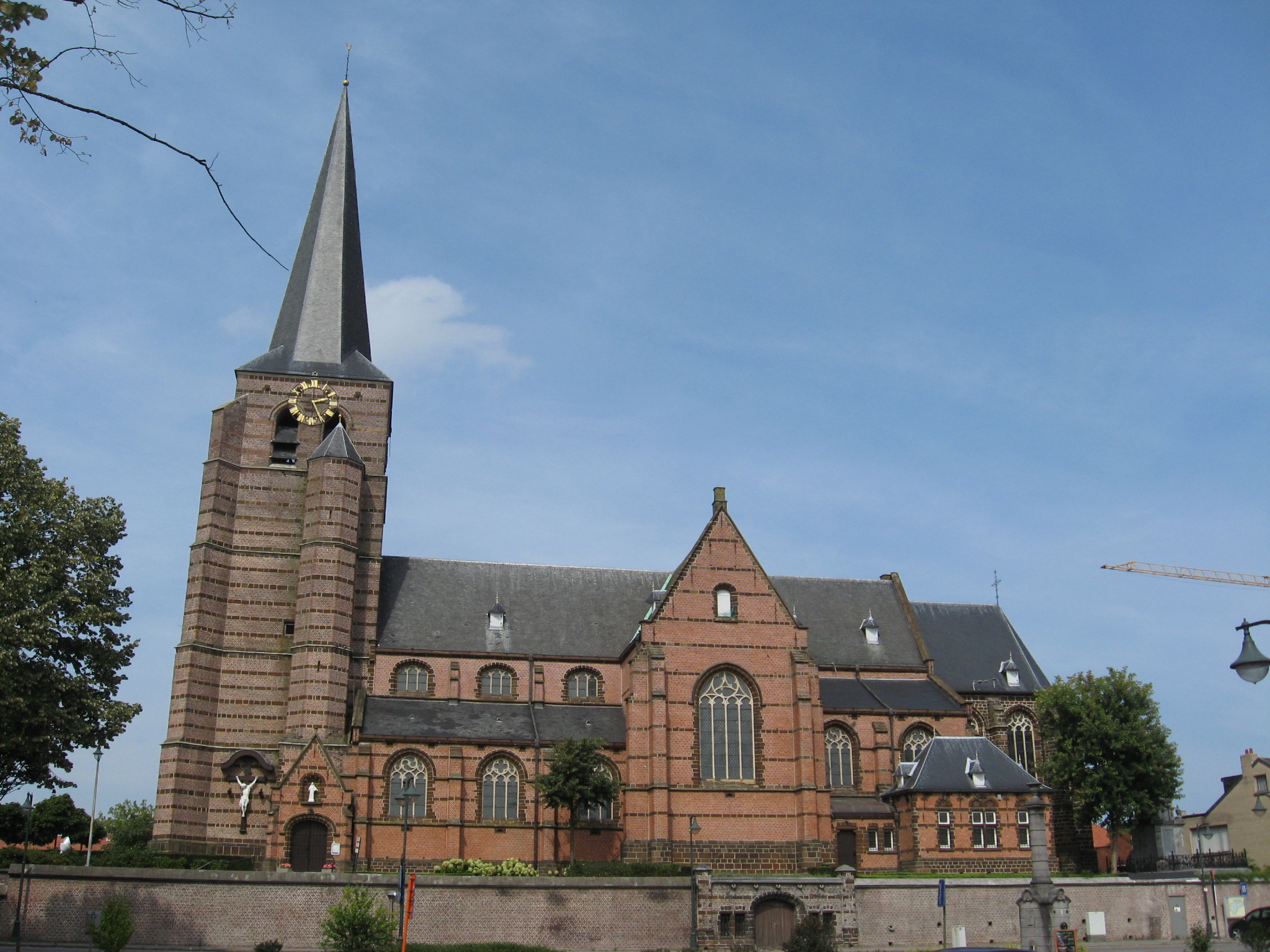
Onze-Lieve-Vrouw-in-de-Wijngaardkerk

- Plaats, Markt of Dorp: Oorspronkelijk werd met Plaats het marktplein bedoeld. De benaming Merckt ziet men pas later (vanaf ca 1800) verschijnen. Het vormde een omheinde weide waar het vee werd samengedreven vooraleer de kudde wegtrok. Het was een driehoeksvorm met een drenk voor de dieren met daaromheen de woningen. De ligging aan een belangrijk verkeersknooppunt zorgde ervoor dat de Plaats (of Markt) uitgroeide tot het hart van Veerle. Plaats kon niet enkel duiden op het marktplein maar ook op het gehucht errond (Dorp, ring van het Dorp). Vandaag vormt het driehoeksvormige marktplein nog steeds het centrum van Veerle.
- Makel: Mogelijk afgeleid van maak-lo: een open plaats met gransland. De oudste benaming van het gehucht dateert van 1316.
- Haanven: Haanven was, na het Dorp, steeds het tweede belangrijkste gehucht qua inwonersaantal (heden ten dage is dit echter Veerle-Heide). Het heeft vruchtbare gronden en is altijd een landbouwersgehucht geweest. De benaming dateert van de Middeleeuwen: hane venne (1315), haen vinne (1414), haenvinne (1454). Het betekent letterlijk het ven van de haan.
- Veerle-Heide: Veerle-Heide is een afzonderlijke parochie van Laakdal en telt een duizendtal inwoners. Het huidige Veerle-Heide stond vroeger bekend als "Vispoel onder Veerle" en behoorde gedeeltelijk toe aan de abdij van Averbode. Het was zoals andere Kempense heidegebieden jarenlang een afgezonderde, achtergebleven regio die voor vele jaren onaangetast bleef. Veertig jaar geleden werd het een afzonderlijke parochie en nu vormt dit gehuchtje van Veerle het vijfde kerkdorp van Laakdal.

## Geschiedenis
Er zijn in de omgeving van Veerle wel enige prehistorische vondsten verricht.
Veerle werd voor het eerst vermeld in 1219. Het maakte deel uit van het Land van Geel. Veerle behoorde aldus tot de familie Berthout (tot 1366), Van Hoorne (1366-1484), De Merode (1484-1601), van Wittem-van den Berg (1601-1640), van Lorreinen (1640-1761) en De Rohan-Soubise (1761-1795).
Het patronaatsrecht van de parochie behoorde vanaf 1329 toe aan de Abdij van Averbode.
Veerle was een zelfstandige gemeente tot 1 januari 1977 toen het bij de gemeentelijke fusies een deelgemeente van Laakdal werd.

## Geografie

### Kernen
De deelgemeente bestaat uit de kernen Makel, Dorp, Heide en Haanven. Varendonk dat tot dan een zelfstandige gemeente was werd  op 1 januari 1971 een deel van Veerle maar werd na de oprichting van de fusiegemeente Laakdal op 1 januari 1977 een aparte deelgemeente.

## Bezienswaardigheden
- De Onze-Lieve-Vrouw in de Wijngaardkerk
- De voormalige Pastorie van Veerle, gebouwd in 1851.
- De dorpspomp
- Het Kasteel van Veerle is een riant landhuis met zuiders torentje in Veerle behoorde tot een Spaanse adellijke familie. Het kasteel en omliggend park werd bij testament aan de kerk van Veerle afgestaan door baron Raymond de Zerezo de Tejada. Zijn grafkelder en borstbeeld bevinden zich naast de kerk in Veerle. Het verwaarloosde kasteel werd in 1952 aangekocht door de Norbertinessen van Neerpelt die het herstelden en er een modern klooster van maakten.
- Het Klompenmuseum Den Eik

## Natuur en landschap
Veerle ligt in de Zuiderkempen op een hoogte van 12-30 meter. Waterlopen zijn: de Grote Laak, de Kleine Laak en de Rode Laak. De Grote Laak stroomt in westelijke richting, neemt de Rode en Kleine Laak in zich op en mondt uit in de Grote Nete. De natuurgebieden in de valleien worden ontwikkeld onder de naam: Laakvalleien. Tot dit aaneengesloten gebied hoort onder meer natuurgebied De Roost.

## Demografische ontwikkeling
- Bronnen:NIS, Opm:1806 tot en met 1970=volkstellingen; 1976 = inwoneraantal op 31 december

## Politiek

### Geschiedenis
Veerle had een eigen gemeentebestuur en burgemeester tot de fusie van 1977.

#### Lijst van Burgemeesters
| Periode | Periode     | Naam burgemeester                 |
| ------- | ----------- | --------------------------------- |
|         | 1800 - 1801 | Remigius Aerts                    |
|         | 1801 - 1803 | Guillielmus Egidius Sanen         |
|         | 1803 - 1812 | Pierre Potdor                     |
|         | 1812 - 1836 | Joannes Josephus Salen            |
|         | 1836 - 1870 | Franciscus Norbertus Salen        |
|         | 1870 - 1882 | Benedikt Van Olmen (Kath. Partij) |
|         | 1883 - 1884 | Felix Heus (Kath. Partij)         |
|         | 1885 - 1913 | Emiel Van Olmen (Kath. Partij)    |
|         | ...         |                                   |
|         | 1918 - 1919 | Karel Van Olmen (Kath. Partij)    |
|         | 1919 - 1921 | Victor Onsea                      |
|         | 1921 - 1924 | Karel Voordeckers                 |
|         | 1924 - 1926 | Alfons Goris                      |
|         | 1927 - 1952 | Jozef Voordeckers                 |
|         | 1953 - 1970 | Alfons Van der Borcht             |
|         | 1971 - 1976 | Ludo Helsen (CVP)                 |

Tussen 1800 en 1805 hadden Veerle, Eindhout en Eindhoutham dezelfde burgemeester.

## Bekende inwoners van Veerle
- Ghislain Van Olmen (1856 - 1920), politicus, rechter en notaris
- Louis Dupré (1925 -2022), filosoof en hoogleraar
- Jos Dupré (1928-2021), redacteur, bestuurder en politicus
- Ludo Helsen (1944), politicus
- Léo Van Thielen (1953), wielrenner

## Trivia
Noordkaap heeft een nummer dat 'Als Ik 's Nachts Door Veerle rijd" heet. 

## Nabijgelegen kernen
Varendonk, Veerle-Heide, Vorst